# イベリア・エクスプレス
イベリア・エクスプレス（英語：Iberia Express）はスペインのイベリア航空の短・中距離路線を運航している子会社である。

## 概要
2011年10月6日、新規格安航空会社のストライキを懸念したインターナショナル・エアラインズ・グループがストライキを防止するために設立された。スペイン政府は今までにない航空会社であるとして子会社設立を承認した。イベリア航空が業務を担当するのは機材の保守点検のみでパイロット・客室乗務員の採用、飛行機の運航は独立して行われている。2012年3月に運航を開始し、アドルフォ・スアレス・マドリード＝バラハス空港で4番目に就航の多い航空会社になり、2012年のFlightStatsの調査によると、欧州の航空会社の定時飛行ランキングでトップの座に就いた。
接続性と利便性を重視するために、ワンワールドに加盟している航空会社とコードシェア便(共同運航便)を運航している。

## 就航都市
- デンマーク コペンハーゲン
- フランス リヨン、パリ
- ドイツ ベルリン、デュッセルドルフ、シュトゥットガルト
- アイスランド レイキャビク
- アイルランド ダブリン
- イタリア ナポリ、ヴェローナ・ヴィッラフランカ空港
- オランダ アムステルダム
- スウェーデン ストックホルム
- イギリス バーミンガム、エディンバラ、ロンドン・ヒースロー空港、ロンドン・ガトウィック空港、マンチェスター

 スペイン
- マドリード州 アドルフォ・スアレス・マドリード＝バラハス空港(マドリード)ハブ空港
- バレンシア州 アリカンテ＝エルチェ空港(アリカンテ県)
- アストゥリアス州 アストゥリアス空港(カストリジョン)
- カナリア諸島フエルテベントゥーラ空港(プエルト・デル・ロサリオ)、グラン・カナリア空港(カナリア島)
- イビサ島イビサ空港(バレアレス諸島)
- アンダルシア州ヘレス空港（英語版）(ヘレス・デ・ラ・フロンテーラ)

## 保有機材

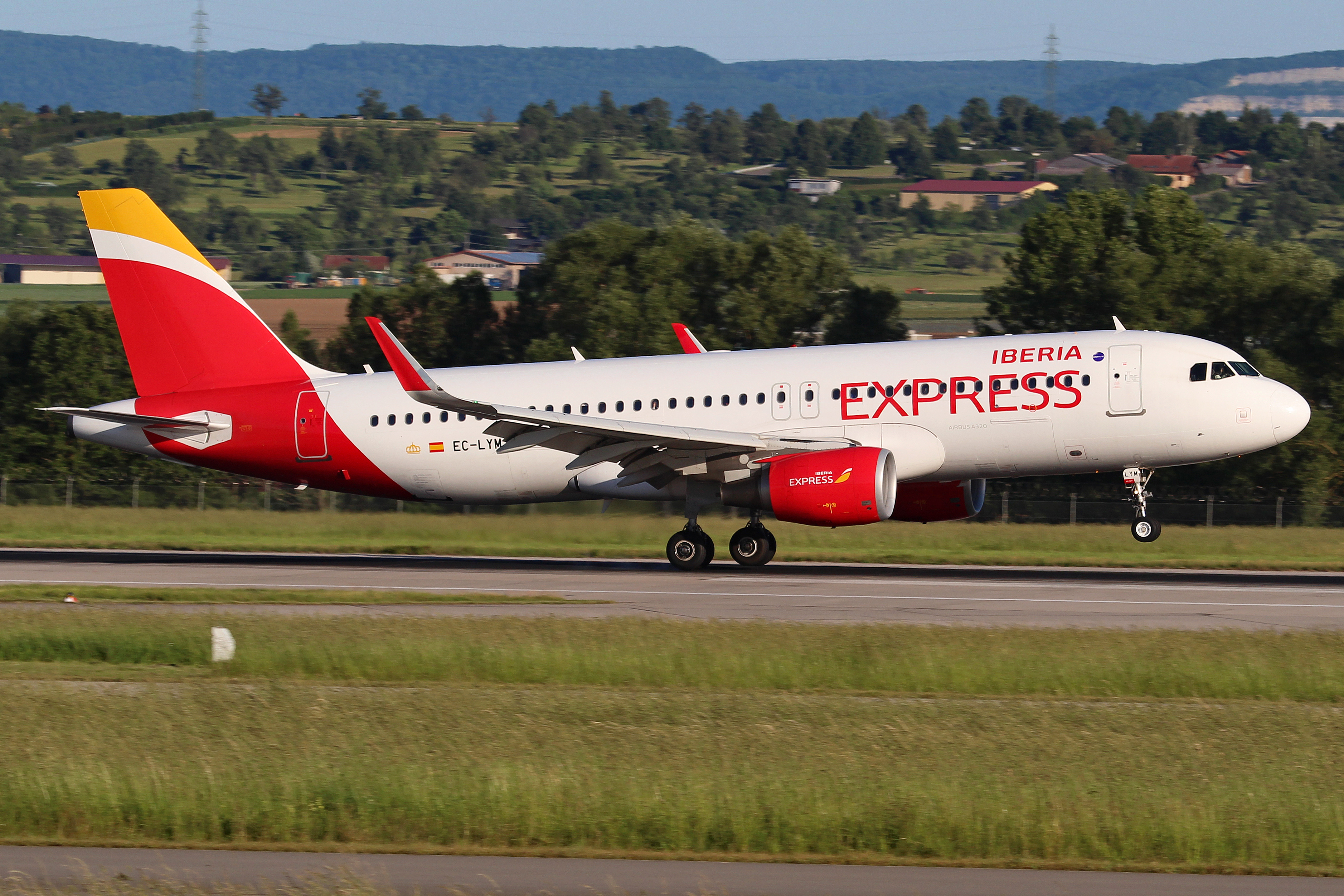
エアバスA320

以下の機材を保有している。
| 機種             | 保有数 | 座席数 | 座席数 | 座席数 |
| 機種             | 保有数 | P      | Y      | 計     |
| ---------------- | ------ | ------ | ------ | ------ |
| エアバスA320-200 | 15     | 18     | 162    | 180    |
| エアバスA321neo  | 12     | 16     | 169    | 185    |
| 合計             | 27     |        |        |        |